# Howard Komives
Howard K. Komives (Toledo, Ohio, 9 de mayo de 1941 - ibidem, 22 de marzo de 2009) fue un jugador de baloncesto estadounidense que disputó diez temporadas en la NBA. Con 1,85 metros de altura, lo hacía en la posición de base.

## Trayectoria deportiva

### Universidad
Jugó durante tres temporadas con los Falcons de la Universidad de Bowling Green, en las que promedió 25,8 puntos y 3,8 rebotes por partido. Formó, junto con Nate Thurmond, una de las mejores parejas de jugadores de la historia del baloncesto universitario. Posee hoy en día todavía 5 récords de la Mid-American Conference y otros 24 de su universidad, siendo el autor de 6 de las 8 mejores marcas anotadoras de toda la historia de los Falcons. Su promedio anotador es el cuarto mejor de la historia de la NCAA. En 1965 fue incluido en el tercer equipo All-American.

### Profesional
Fue elegido en la decimoquinta posición del Draft de la NBA de 1964 por New York Knicks, En su primera temporada promedió 12,2 puntos y 3,3 asistencias por partido, lo que le hizo ser elegido en el Mejor quinteto de rookies. Jugó durante tres años y medio más con los Knicks, siendo traspasado en la temporada 1968-69 junto con Walt Bellamy a Detroit Pistons a cambio de Dave DeBusschere.
En los Pistons jugó cuatro temporadas, comenzando como base titular para ir perdiendo minutos paulatinamente. Su mejor campaña en Detroit fue la temporada de su debut, la 1968-69, en la que promedió 12,9 puntos y 5,0 asistencias por encuentro. En 1972 fue traspasado a Buffalo Braves a cambio de una futura ronda del draft, terminando su carrera profesional al año siguiente en las filas de los Kansas City-Omaha Kings.

## Estadísticas de su carrera en la NBA

### Temporada regular
| Temporada | Edad | Equipo                  | Liga | P   | TIT | MIN  | TC  | TCA  | %TC  | 3P | 3PA | %3P | TL  | TLA | %TL  | R.OF. | R.DEF. | REB | ASIS | ROB | TAP | PER | FP  | PTS  |
| 1964-65   | 23   | New York Knicks         | NBA  | 80  |     | 29.7 | 4.8 | 12.8 | .374 |    |     |     | 2.7 | 3.2 | .835 |       |        | 2.4 | 3.3  |     |     |     | 3.1 | 12.2 |
| 1965-66   | 24   | New York Knicks         | NBA  | 80  |     | 32.7 | 5.5 | 14.0 | .391 |    |     |     | 3.0 | 3.5 | .861 |       |        | 3.5 | 5.3  |     |     |     | 3.5 | 13.9 |
| 1966-67   | 25   | New York Knicks         | NBA  | 65  |     | 35.1 | 6.2 | 15.3 | .404 |    |     |     | 3.3 | 3.9 | .858 |       |        | 2.8 | 6.2  |     |     |     | 3.3 | 15.7 |
| 1967-68   | 26   | New York Knicks         | NBA  | 78  |     | 21.3 | 3.0 | 8.1  | .369 |    |     |     | 1.7 | 2.1 | .820 |       |        | 2.2 | 3.2  |     |     |     | 2.2 | 7.7  |
| 1968-69   | 27   | TOTAL                   | NBA  | 85  |     | 30.1 | 4.5 | 11.5 | .389 |    |     |     | 2.5 | 3.1 | .799 |       |        | 3.5 | 4.7  |     |     |     | 3.2 | 11.4 |
| 1968-69   | 27   | New York Knicks         | NBA  | 32  |     | 26.1 | 3.3 | 9.7  | .346 |    |     |     | 2.3 | 2.7 | .849 |       |        | 3.0 | 4.3  |     |     |     | 3.0 | 9.0  |
| 1968-69   | 27   | Detroit Pistons         | NBA  | 53  |     | 32.6 | 5.1 | 12.5 | .409 |    |     |     | 2.6 | 3.4 | .775 |       |        | 3.8 | 5.0  |     |     |     | 3.4 | 12.9 |
| 1969-70   | 28   | Detroit Pistons         | NBA  | 82  |     | 29.5 | 4.4 | 10.7 | .413 |    |     |     | 2.3 | 2.9 | .812 |       |        | 2.4 | 3.8  |     |     |     | 3.0 | 11.2 |
| 1970-71   | 29   | Detroit Pistons         | NBA  | 82  |     | 23.6 | 3.4 | 8.7  | .385 |    |     |     | 1.5 | 1.8 | .801 |       |        | 1.9 | 3.2  |     |     |     | 2.2 | 8.2  |
| 1971-72   | 30   | Detroit Pistons         | NBA  | 79  |     | 26.2 | 3.3 | 8.9  | .373 |    |     |     | 2.1 | 2.6 | .808 |       |        | 2.2 | 3.7  |     |     |     | 2.5 | 8.7  |
| 1972-73   | 31   | Buffalo Braves          | NBA  | 67  |     | 21.9 | 2.4 | 6.4  | .380 |    |     |     | 1.3 | 1.5 | .867 |       |        | 1.8 | 3.6  |     |     |     | 2.3 | 6.1  |
| 1973-74   | 32   | Kansas City-Omaha Kings | NBA  | 44  |     | 18.9 | 1.8 | 4.4  | .406 |    |     |     | 0.8 | 0.9 | .868 | 0.2   | 0.8    | 1.0 | 2.2  | 0.7 | 0.1 |     | 1.9 | 4.3  |
| Total     |      |                         | NBA  | 742 |     | 27.2 | 4.0 | 10.3 | .388 |    |     |     | 2.2 | 2.6 | .830 | 0.2   | 0.8    | 2.4 | 4.0  | 0.7 | 0.1 |     | 2.8 | 10.2 |

### Playoffs
| Temporada | Edad | Equipo          | Liga | P  | MIN | TCA | TC  | 3PA | 3P | TLA | TL | R.OF. | REB | ASIS | ROB | TAP | PER | FP | PTS | %TC  | %3P | %FT  | MIN  | PTS  | REB | AST |
| 1966-67   | 25   | New York Knicks | NBA  | 4  | 128 | 16  | 59  |     |    | 10  | 13 |       | 11  | 15   |     |     |     | 13 | 42  | .271 |     | .769 | 32.0 | 10.5 | 2.8 | 3.8 |
| 1967-68   | 26   | New York Knicks | NBA  | 6  | 135 | 15  | 44  |     |    | 4   | 6  |       | 14  | 23   |     |     |     | 22 | 34  | .341 |     | .667 | 22.5 | 5.7  | 2.3 | 3.8 |
| Total     |      |                 | NBA  | 10 | 263 | 31  | 103 |     |    | 14  | 19 |       | 25  | 38   |     |     |     | 35 | 76  | .301 |     | .737 | 26.3 | 7.6  | 2.5 | 3.8 |

## Vida posterior
Tras su retirada, regentó junto con un socio varios restaurantes de la franquicia de los restaurantes Wendy's en Colorado. A finales de los años 80 regresó a su Toledo natal, donde continuó con negocios de hostelería. En marzo de 2009 fue encontrado inconsciente en su casa, falleciendo poco después en el hospital, tras una década de problemas de salud.